# Tomás de Cister
Tomás de Cister ou Tomás de Perseigne ou ainda Tomás de Vancelles (em latim: Thomas Cisterciensis; m. c. 1190) foi um monge cisterciense da Abadia de Perseigne, no que é hoje Sarthe, na França. Ele é conhecido por uma grande obra, um comentário sobre o "Cântico dos Cânticos".
Sua teologia é considerada típica da abordagem mística do século XII. O comentário contém suas teorias sobre estética, é dedicado a Pons, bispo de Clermont (r. 1170–1180), que fora antes abade de Claraval e contém diversas citações de poetas clássicos.